# Gabriele Ritschel
Gabriele Ritschel (24 de noviembre de 1961) es una deportista alemana que compitió para la RFA en judo. Ganó dos medallas en el Campeonato Mundial de Judo en los años 1982 y 1989, y seis medallas en el Campeonato Europeo de Judo entre los años 1982 y 1990.

## Palmarés internacional
| Campeonato Mundial | Campeonato Mundial    | Campeonato Mundial | Campeonato Mundial |
| Año                | Lugar                 | Medalla            | Categoría          |
| ------------------ | --------------------- | ------------------ | ------------------ |
| 1982               | París (Francia)       | Medalla de bronce  | –61 kg             |
| 1989               | Belgrado (Yugoslavia) | Medalla de bronce  | –61 kg             |
| Campeonato Europeo |                       |                    |                    |
| Año                | Lugar                 | Medalla            | Categoría          |
| 1982               | Oslo (Noruega)        | Medalla de bronce  | –61 kg             |
| 1983               | Génova (Italia)       | Medalla de plata   | –61 kg             |
| 1985               | Landskrona (Suecia)   | Medalla de plata   | –61 kg             |
| 1986               | Londres (Reino Unido) | Medalla de bronce  | –61 kg             |
| 1987               | París (Francia)       | Medalla de bronce  | –61 kg             |
| 1990               | Fráncfort (RFA)       | Medalla de bronce  | –61 kg             |